# Iulius Caesar (piesă)
Iulius Caesar este o piesă de William Shakespeare, fiind o tragedie scrisă în 1599. Ea descrie asasinarea lui Iulius Caesar.

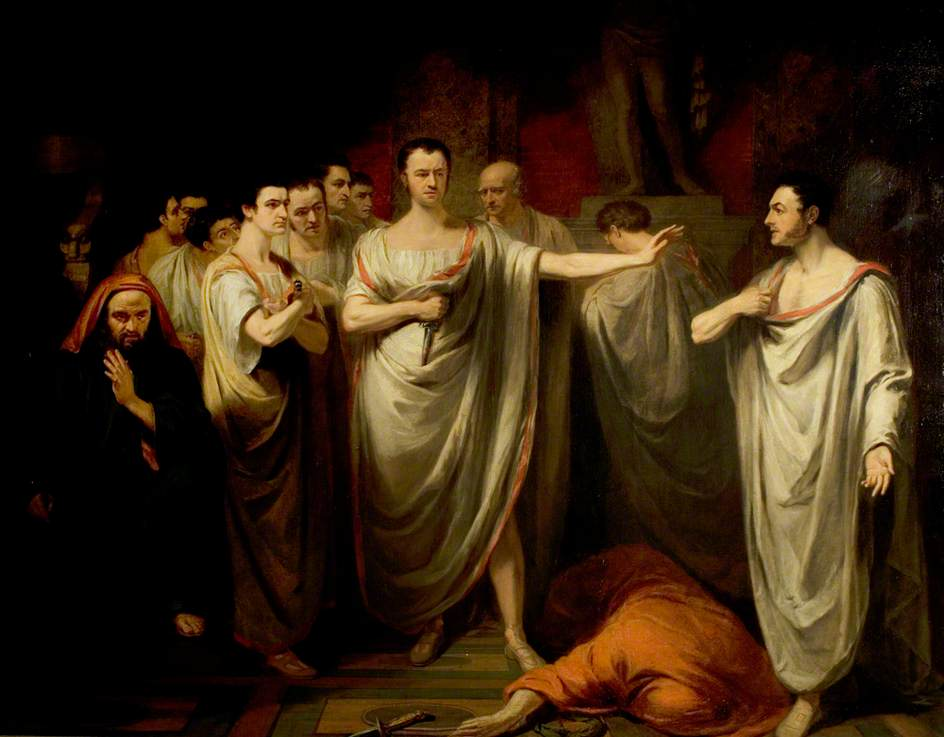
Actul III, Scena II (pictură de George Clint)